# Fu Biao
Fu Biao (chinesisch 傅彪, Pinyin Fù Biāo; * 27. September 1963 in Peking; † 30. August 2005 an Leberkrebs ebenda) war ein berühmter chinesischer Film- und Fernsehschauspieler. 
Als Kind einer Offiziersfamilie geboren, studierte er nach der Mittelschule Schauspiel an der Pekinger Filmakademie. Er spielte von 1995 bis 2004 in zehn Spielfilmen mit, unter anderem in Shanghai Serenade (chinesisch 摇啊摇, 摇到外婆桥, Pinyin Yáo a yáo, yáo dào wàipó qiáo 1995) und Happy Times (chinesisch 幸福时光, Pinyin Xìngfú shíguāng 2000) von Zhang Yimou sowie A World Without Thieves (chinesisch 天下无贼, Pinyin Tiānxià wú zéi 2004) von Feng Xiaogang, weiterhin in 31 zwischen 1993 und 2005 gedrehten Fernsehfilmen.